# Antica via del tè

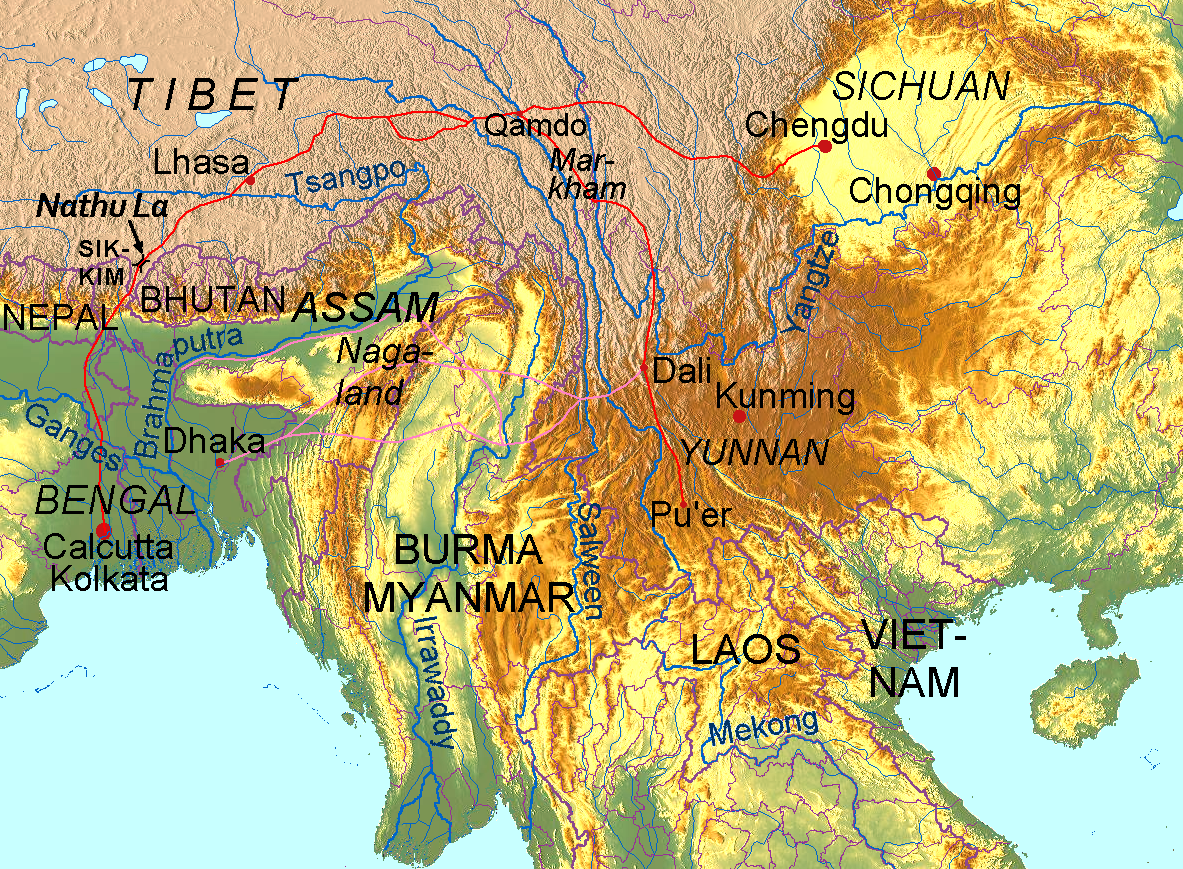
Via del tè e dei cavalli, in uso circa dal 700 al 1960

L'antica via del tè, o antica via del tè e dei cavalli (cinese: 茶马古道|), era una rete di percorsi per carovane di muli che aggirava le montagne della provincia dello Yunnan, nella Cina sud-occidentale. Viene chiamata anche via della seta meridionale. Circa mille anni fa, l'antica via del tè era una rotta commerciale che univa lo Yunnan, uno dei maggiori produttori di tè, all'India, passando per Birmania e il Tibet, e alla Cina centrale passando per la provincia del Sichuan. Oltre al tè, le carovane di muli trasportavano sale.
Si crede che fosse grazie a questa rotta che il tè si diffuse in Cina ed Asia.